# Dozier, Alabama
Dozier là một thị trấn thuộc quận Crenshaw, tiểu bang Alabama, Hoa Kỳ. Dân số năm 2009 là 394 người, mật độ đạt 51 người/km².